# Klippans skolhus

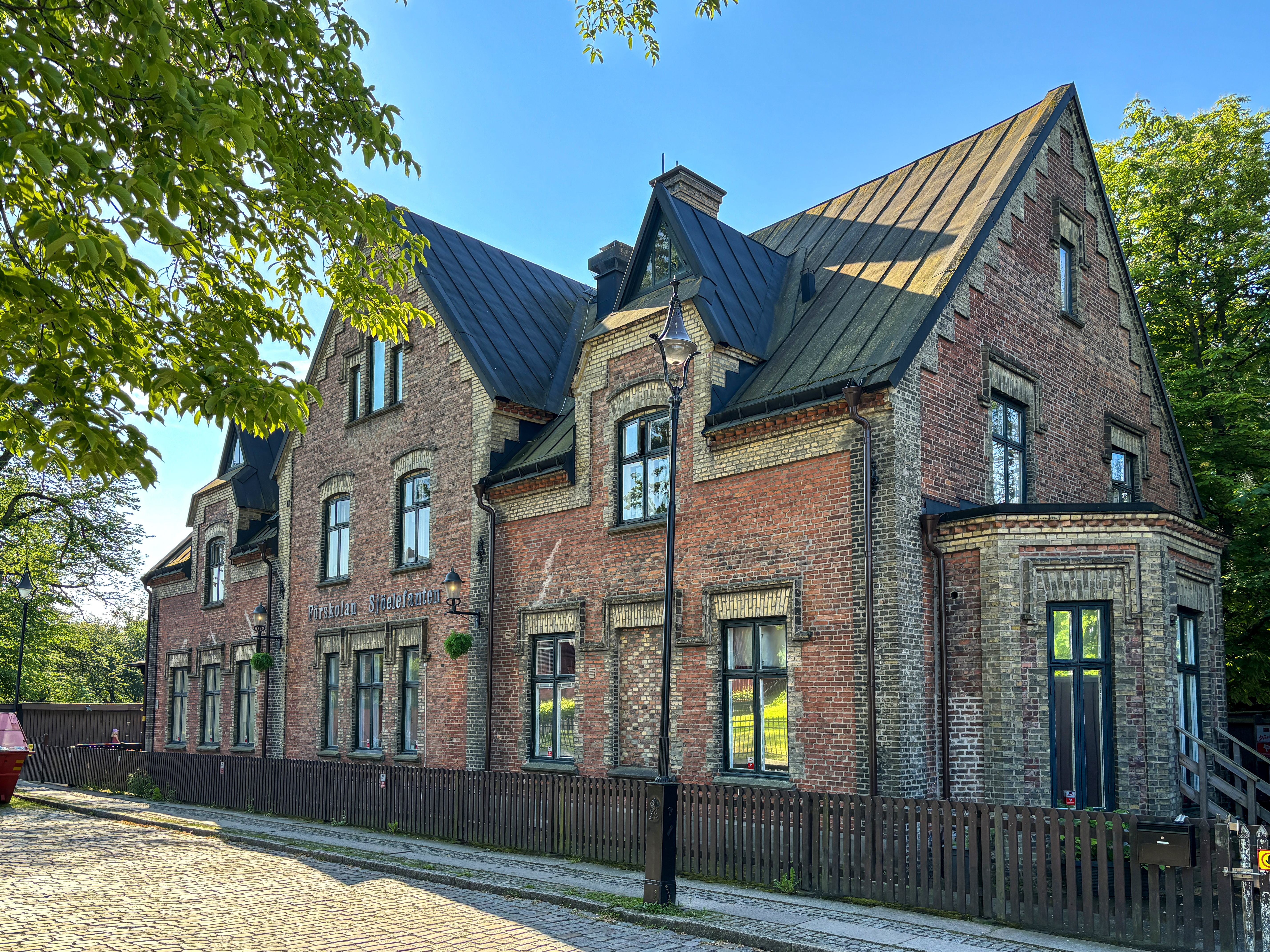
Klippans skolhus.

Klippans skolhus är en byggnad i Klippans kulturreservat i stadsdelen Majorna i Göteborg. Byggnaden ritades av Adolf W. Edelsvärd och uppfördes åren 1856–58.
David Carnegie d.y., ägare till porter- och sockerbruken i Klippan, lät uppföra skolbyggnaden, vilken ersatte ett mindre skolhus, som låg utanför porterbrukets ingång. Arkitekten Adolf W. Edelsvärd hade tidigare ritat det intilliggande Sankta Birgittas kapell.
Byggnaden är uppförd i tegel med lister, pilastrar och omfattning i gul klinker och en fotmur i granit. Nedervåningen rymde en skolsal för 50–60 små barn, tambur och två och rum och kök för lärarinnan. På övervåningen fanns en skolsal för 40–50 elever, bibliotek och förråd.
I Göteborgs stadsbyggnadskontors handlingar finner man att 1887 byggdes skolbyggnaden om till tjänstebostad åt bruksdirektören Gustaf Ekman, varvid övervåningen utvidgades. En flygelbyggnad uppfördes 1901, när Gustaf Ekman blivit chef för hela Carnegiebolaget. Under åren 1954–1957 gjordes ytterligare ombyggnader.